# توراسماید
توراسماید (انگلیسی: Torasemide) یک داروی ادرارآور است که برای درمان اضافه بار مایعات به دلیل نارسایی قلبی، بیماری کلیوی و بیماری کبد استفاده می‌شود. این یک درمان کمتر ترجیح داده شده برای فشار خون بالا است. این دارو از راه خوراکی یا تزریق داخل رگ مصرف می‌شود.
عوارض جانبی شایع شامل سردرد، افزایش ادرار، اسهال، سرفه و سرگیجه است. سایر عوارض جانبی ممکن است شامل کاهش شنوایی و پایین بودن پتاسیم خون باشد. توراسماید یک دیورتیک سولفونامید و حلقه است. استفاده از آن در بارداری یا شیردهی توصیه نمی شود. توراسماید با کاهش بازجذب سدیم توسط کلیه ها عمل می کند.